# Ingrid Park
Ingrid Park (ur. 1971 w Auckland) – nowozelandzka aktorka filmowa i telewizyjna.

## Kariera
Ingrid Park w 1988 rozpoczęła karierę aktorską roli Mackenzie Choat w nowozelandzkiej operze mydlanej Shortland Street. Wystąpiła również w serialach telewizyjnych i filmach Street Legal, Burying Brian, Spies and Lies, Bloodlines oraz Liceum Avalon.
W latach 2008–2013 Park zagrała rolę Fran McMann w serialu komediowo-obyczajowym Go Girls.

## Filmografia
| Rok       | Tytuł              | Rola            | Notatki          |
| --------- | ------------------ | --------------- | ---------------- |
| 1998-1999 | Shortland Street   | Mackenzie Choat |                  |
| 2000      | Jack of All Trades | Camille         | 3 odcinki        |
| 2001-2003 | Street Legal       | Maddy McGuire   |                  |
| 2002      | Wielki pożar       | Janelle         | Film telewizyjny |
| 2004      | Wychować Waylona   | Kim             | Film telewizyjny |
| 2005      | Luella Miller      | Gale            |                  |
| 2005      | Orange Roughies    | Helen Moore     | 1 odcinek        |
| 2007      | Burying Brian      | Denise Crowley  | 6 odcinków       |
| 2008-2013 | Go Girls           | Fran McMann     | 60 odcinków      |
| 2009      | Spies and Lies     | pani Steven     | Film telewizyjny |
| 2010      | Bloodlines         | Cheryl          | Film telewizyjny |
| 2010      | Liceum Avalon      | pani Pennington | Film telewizyjny |
| 2012      | Agent Anna         | Erica Ball      | 2 odcinki        |